# Iskoustvo Kino
Iskoustvo Kino (en cyrillique Искусство кино ; littéralement « l'art du cinéma ») est une revue scientifique russe (soviétique avant 1991) de périodicité mensuelle, créée en 1931, consacrée essentiellement au cinéma et plus secondairement à d'autres types d'art. Sa publication papier cesse en mai 2023, mais le titre continue d'exister comme média en ligne.

## Historique
Iskoustvo Kino est publiée depuis janvier 1931 ; d'abord appelée Cinéma prolétarien puis Cinéma soviétique, la revue adopte son titre actuel en janvier 1936. Elle est également identifiée sous le nom de Kinoart, du nom de son site Internet crée en 1997.
Au cours de son histoire, la revue a notamment été dirigée par le cinéaste Ivan Pyriev en 1946, le sociologue Daniil Dondoureï (ru) de 1993 à 2017, ou encore le journaliste Anton Doline de 2017 à 2022.